# Hendrick Motorsports
Hendrick Motorsports est une écurie NASCAR basée à Concord en Caroline du Nord, dirigée par Rick Hendrick.

## Parcours en NASCAR Cup series
L'écurie débute en Cup Series en 1984 sous la bannière All Star Racing avec la voiture no 5 de Geoff Bodine et remporte 3 courses cette année là puis 2 autres en 1986. Tim Richmond est également engagé en 1986 et remporte 7 courses au volant de la no 25. Richmond gagne deux courses en 1987 mais se retire en cours de saison. 1987 est aussi marquée par l'arrivée de Darrell Waltrip, triple champion NASCAR, mais malgré 9 victoires en 4 saisons (dont 6 en 1989 dans la no 17), il ne parvient pas à remporter un premier titre pour la Hendrick Motorsports. Il faut attendre le championnat 1995 pour que l'écurie décroche son premier sacre grâce à Jeff Gordon et sa voiture no 24. Terry Labonte lui succède en 1996 alors que Gordon s'impose à 3 autres reprises en 1997, 1998 et 2001 et remportera au total 93 courses pour Rick Hendrick. 
Le 24 octobre 2004, l'écurie ainsi que son propriétaire sonnt victimes d'une énorme tragédie : des membres des familles de l'équipe et des dirigeants de l'écurie qui se rendaient sur une course à Martinsville sont victimes d'un accident d'avion non loin du circuit et dix personnes meurent dans le crash. Parmi les victimes se trouvent le fils, le frère et deux nièces de Rick Hendrick. 
Entre 2006 et 2016, la NASCAR est dominée par Jimmie Johnson qui remporte pour l'écurie 7 championnats et égale ainsi le record de Richard Petty. C'est également Johnson qui au volant de sa voiture no 48 remporte la 200e course en Cup Series de la Hendrick Motorsport à l'occasion de la manche de Darlington, le 12 mai 2012. Chase Elliott quant à lui gagne la 250e course en 2018.
En 2023 Hendrick Motorsport s’engage au 24h Du Mans avec la Chevrolet Camaro ZL1 Garage 56. Au volant Jimmies Johnson , 7 fois champion de la Nascar Cup Series (2006-2007-2008-2009-2010-2013-2016)et Jenson Button, champion de F1 en 2009 avec BrawnGP et champion du monde de la SuperGT 2018. Avec 285 tours de piste, ils finissent 39ieme sur une grille de 62 voitures.